# Francisco Pacheco (wielrenner)
Francisco José Pacheco Torres (Valencia, 27 maart 1982) is een Spaans wielrenner die anno 2012 uitkomt voor Gios Deyser-Leon Kastro. Eerder reed hij voor onder meer Xacobeo-Galicia. Pacheco is een sprinter en wist twee top-5 noteringen te behalen in de Ronde van Spanje.

## Belangrijkste overwinningen
2006
- 4e etappe Ronde van León

2007
- 2e etappe Ronde van Portugal

2008
- 3e etappe Ronde van Extremadura
- 5e etappe Ronde van Extremadura
- 1e etappe GP CTT Correios de Portugal
- 4e etappe Ronde van Portugal
- 5e etappe Ronde van Portugal

2010
- Circuito de Getxo

## Grote rondes
| Jaar | Ronde van Italië | Ronde van Frankrijk | Ronde van Spanje |
| ---- | ---------------- | ------------------- | ---------------- |
| 2007 |                  |                     |                  |
| 2008 |                  |                     |                  |
| 2009 |                  |                     | 121e             |
| 2010 |                  |                     |                  |
| 2011 |                  |                     |                  |
| 2012 |                  |                     |                  |